# Жункейра де Оливейра, Жозе
Жозе́ Жункейра де Оливейра (порт.-браз. José Junqueira de Oliveira; 26 февраля 1910, Варжен-Гранди-ду-Сул — 25 апреля, по другим данным 25 февраля 1985, Сан-Паулу) — бразильский футболист, защитник. Первый игрок, которому поставили статую около стадиона Парк Антарктика.

## Карьера
Жункейра начал карьеру в клубе «Палестра Италия» в 1931 году. 23 августа того же года он дебютировал в составе команды в матче с «Комерсиал» (0:0). Он выступал за клуб до 1945 года, выиграв семь чемпионатов штата Сан-Паулу и один турнир Рио-Сан-Паулу, был капитаном команды. Он был в числе игроков, которые пережили переименования «Палестры» в «Палмейрас» 13 сентября 1942 года, связанного с нежеланием ассоциировать себя со «странами Оси». Более того, он был одним из немногих, кто нёс бразильский флаг в первой игре после переименования. За «Палмейрас» он провёл 334 матча (209 побед, 72 ничьих и 53 поражений), по другим данным — 326 матчей (201 победа, 73 ничьи и 52 поражения), по третьим данным — 338 встреч. Последний матч в составе команды Жункейра сыграл 30 декабря 1945 года с «Коринтиансом» (3:3).
В составе сборной Бразилии Жункейра провёл один матч: 18 февраля 1940 года на Кубок Рока с Аргентиной (2:2). В 1934 году он был кандидатом на поездку на чемпионат мира, но нас турнир не поехал.

## Статистика

### Клубная
| Сезон | Команда         | Игры | Голы |
| ----- | --------------- | ---- | ---- |
| 1931  | Палестра Италия | 16   | 0    |
| 1932  | Палестра Италия | 13   | 0    |
| 1933  | Палестра Италия | 30   | 0    |
| 1934  | Палестра Италия | 25   | 0    |
| 1935  | Палестра Италия | 10   | 0    |
| 1936  | Палестра Италия | 9    | 0    |
| 1937  | Палестра Италия | 13   | 0    |
| 1938  | Палестра Италия | 32   | 0    |
| 1939  | Палестра Италия | 31   | 0    |
| 1940  | Палестра Италия | 28   | 0    |
| 1941  | Палестра Италия | 33   | 0    |
| 1942  | Палмейрас       | 33   | 0    |
| 1943  | Палмейрас       | 27   | 0    |
| 1944  | Палмейрас       | 13   | 0    |
| 1943  | Палмейрас       | 25   | 0    |

### Международная
| Матч Жункейры за сборную Бразилии | Матч Жункейры за сборную Бразилии | Матч Жункейры за сборную Бразилии | Матч Жункейры за сборную Бразилии | Матч Жункейры за сборную Бразилии | Матч Жункейры за сборную Бразилии | Матч Жункейры за сборную Бразилии |
| --------------------------------- | --------------------------------- | --------------------------------- | --------------------------------- | --------------------------------- | --------------------------------- | --------------------------------- |
| №                                 | Дата                              | Место проведения                  | Оппонент                          | Счёт                              | Голы                              | Турнир                            |
| 1                                 | 18 февраля 1940                   | Сан-Паулу                         | Аргентина                         | 2:2                               | —                                 | Кубок Рока                        |

## Достижения
- Чемпион штата Сан-Паулу: 1932, 1933, 1934, 1936, 1940, 1942, 1944
- Победитель турнира Рио-Сан-Паулу: 1933